# Sint-Augustinuskerk (Sint-Truiden)

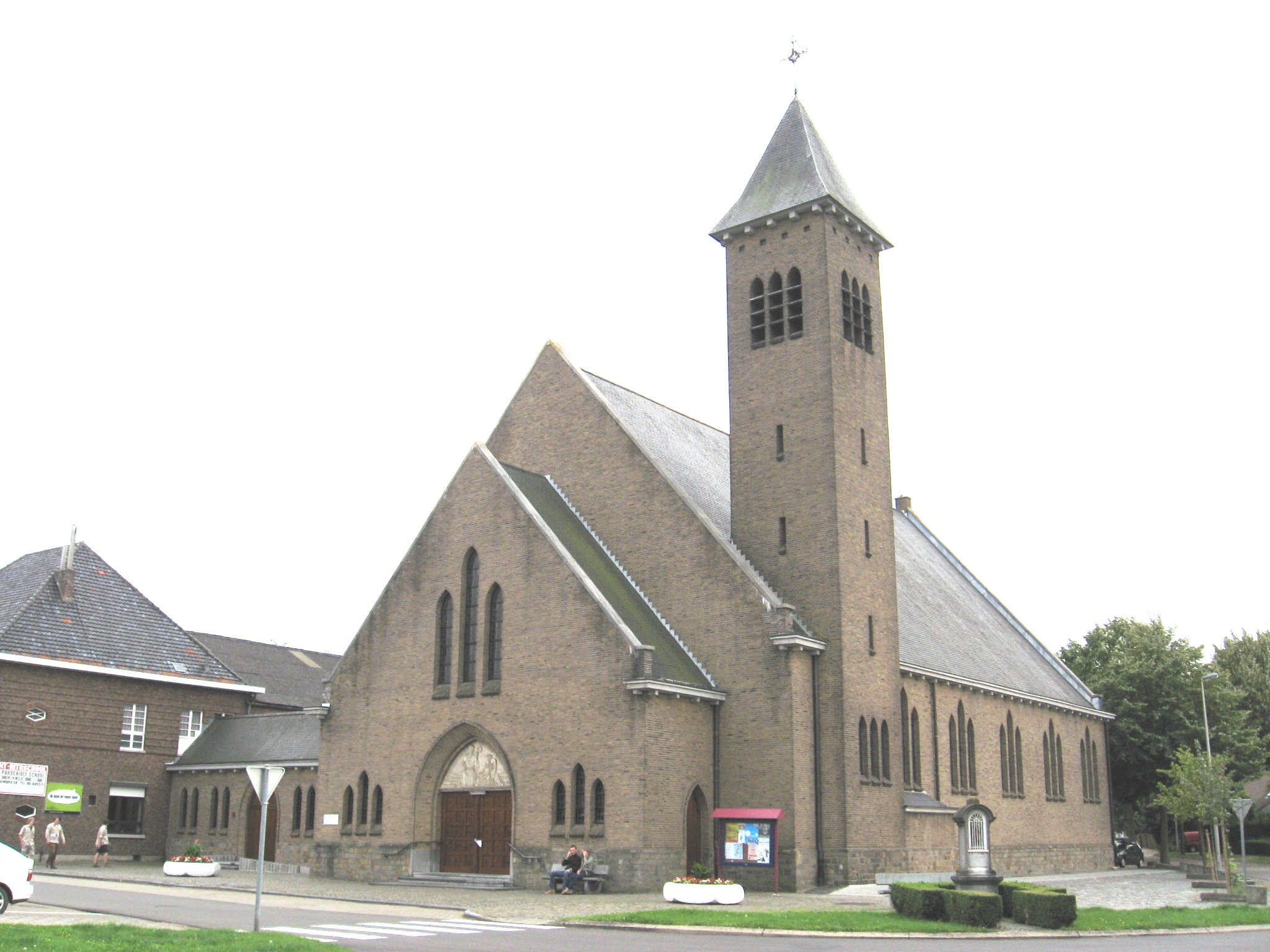
Sint-Augustinuskerk

De Sint-Augustinuskerk is een kerkgebouw in de Belgische plaats Sint-Truiden (provincie Limburg), gelegen aan de Fabrieksstraat 88 in de wijk Nieuw-Sint-Truiden.
Deze bakstenen kerk, gebouwd tussen 1950 en 1955, werd uitgevoerd in moderne gotiek. Architect was Leopold Smeesters. De kerk bezit een vierkante toren, ingebouwd ter rechterzijde van het hoofdportaal. Deze toren wordt gedekt door een tentdak. Boven dit portaal bevindt zich een ornament, voorstellende Augustinus en de tekst: Pater est Deus, Filius est Deus, Spiritus Sanctus est Deus (De Vader is God, de Zoon is God, de Heilige Geest is God). Dit naar aanleiding van Augustinus' werk: De Trinitate (over de Drie-eenheid).
De kerk bezit een aantal kunstwerken, zoals kruiswegstaties (1955) in reliëf, door E. Fritschke; glas-in-loodramen (1953) door Roger Daniëls, diverse heiligenbeelden door Frans Jozef Smeetsers.